# ATC Tango

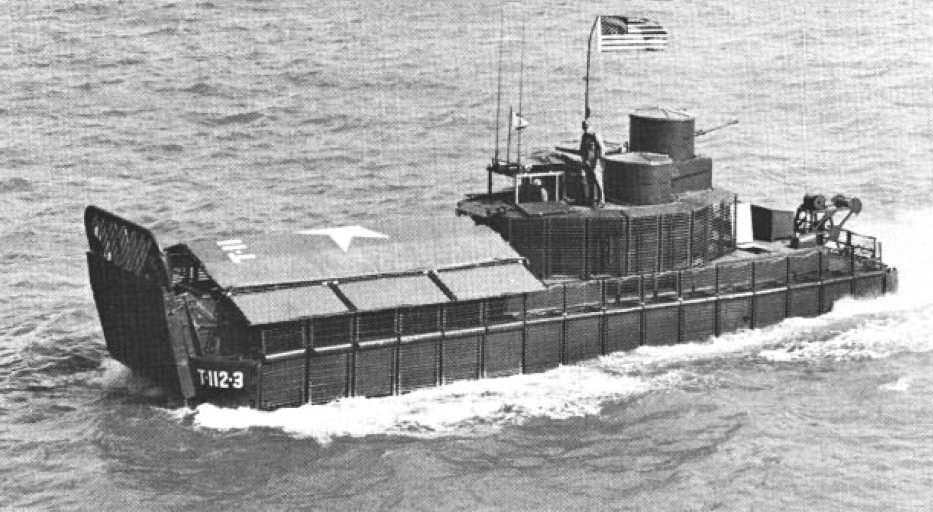
Armored Troop Carrier w Wietnamie, ok. 1968

Armored Troop Carrier Tango (ATC Tango) – amerykańskie barki desantowe wykorzystywane podczas wojny wietnamskiej do transportu oddziałów po delcie Mekongu.
ATC Tango wyposażone były w karabiny maszynowe kalibru 7,62 mm i 12,7 mm oraz granatnik automatyczny Mk 19. Część barek w wersji ATC(H) posiadało lądowisko dla śmigłowca.